# سبايدر
سبايدر هو نظام دفاع جوي إسرائيلي متحرك قصير ومتوسط المدى طورته أنظمة رافائيل الدفاعية المتقدمة
بمساعدة من شركة صناعات الفضاء الإسرائيلية. رفائيل هي المقاول الإسرائيلي الرئيسي لتطوير الأسلحة والتكنولوجيا العسكرية وإسرائيل للصناعات الجوية هي المقاول الرئيسي الفرعي لبرنامج سبايدر. ترك هذا النظام علامة بارزة في عام 2005 عندما تم إطلاق الصواريخ ضد أهداف اختبارية في شدما بإسرائيل ونجح في ضربات مباشرة. منذ ذلك الحين عُرض سبايدر في عدة عروض عسكرية في مختلف أنحاء العالم.

## وصف SPYDER SR
تم تصميم سبايدر ؛ "نظام الصواريخ المضادة للطائرات قصير المدى" SPYDER-SR للطائرات المقاتلة والمروحيات والمسيرات الجوية بدون طيار ، والذخائر الموجهة بدقة في المجال الجوي المنخفض. تم تصميم النظام لحماية كل من المنشآت الثابتة والقوات في ساحات القتال من التهديدات الجوية. يتميز النظام بوقت استجابة سريع وقادر على الكشف في وقت واحد عن عدد كبير من الأهداف ليلا ونهارا ، وفي جميع الظروف الجوية وعلى مسافات من 1 كم إلى 20 كم وعلى ارتفاعات من 20 متر إلى 9000 متر وبزاوية دورانية 360 درجة ليقوم بعمله.

## مكونات النظام
تم تطوير وحدة القيادة والتحكم المتنقلة بواسطة IAI. وهي موجودة في حاوية محملة بشاحنة Tatra ومجهزة بجهاز Elta EL / M-2106 ATAR المثبت على الصاري ونظام الكشف عن الأصدقاء / الأعداء وأجهزة الراديو بالترددات VHF / UHF. يمكن لرادار Elta EL / M-2106 ATAR 3D تتبع ما يصل إلى 500 هدف بزاوية 360 درجة وهو محمي من آثار الحرب الإلكترونية.
تتكون منصة الإطلاق المتنقلة من جهاز إطلاق يصل إلى أربعة صواريخ مثبتة على شاحنة تاترا ويمكن تدويرها 360 درجة كهروميكانيكيًا. يمكن تحميل أي مجموعة من صواريخ بيتون- 5 أو دربي. كما تم تجهيز المركبة السيارة بجهاز استشعار متعدد إلكتروني ضوئي يسمى TOPLITE ، والذي يحتوي على FLIR ، وكاميرا CCD ، وجهاز تحديد المدى بالليزر ووظيفتة تتبع الهدف التلقائي.
عربة التجديد هي أيضًا شاحنة تاترا وهي مزودة برافعة تحميل وتزود منصات الإطلاق المتنقلة بذخيرة جديدة.

## بيتون-5
بيتون 5
بيتون-5 [2] هو تطوير إضافي لـ Python-4. إنه صاروخ جو - جو سريع المدى وقصير المدى وموجه بالأشعة تحت الحمراء؛ من إنتاج شركة الدفاع الإسرائيلية رافائيل. الصاروخ مزود برأس تصوير واسع الزاوية ومزدوج النطاق للأشعة تحت الحمراء ، يمكنه الدوران حتى 100 درجة من محور الصاروخ حتى يتمكن من البحث عن الأهداف وتتبعها. يتم تحقيق القدرة العالية على المناورة للصاروخ من خلال مجموعه 18 سطح تحكم. يتم إشعال الرؤوس الحربية شديدة الانفجار عن طريق فتيل تقارب ليزر نشط.
بفضل الإلكترونيات المتطورة للغاية يمكن لصاروخ بيتون-5 البحث عن الأهداف واصابتها حتى بعد الإطلاق (LOAL / lock-on بعد الإطلاق). في وضع LOAL تنقل وحدة القيادة والتحكم بيانات الهدف عبر رابط البيانات إلى الصاروخ الموجود بالفعل في مسيرته .

## صاروخ دربي
Derby  هو صاروخ موجه بالرادار النشط متوسط المدى (هنا في نسخةأرص- جو ، ولكن هناك أيضًا نسخة جو-جو) يتم من خلالها محاربة الأهداف ما وراء النطاق المرئي. عند الاشتباك مع هدف من مسافة قريبة يتم قفل الهدف قبل إطلاق الصاروخ (LOBL /  lock-on before Launch). تعمل الأهداف متوسطة المدى في وضع LOAL. تعتمد صواريخ نظام القبة الحديدية لل الدفاع الصاروخي الإسرائيلي على هذا الصاروخ الموجه.

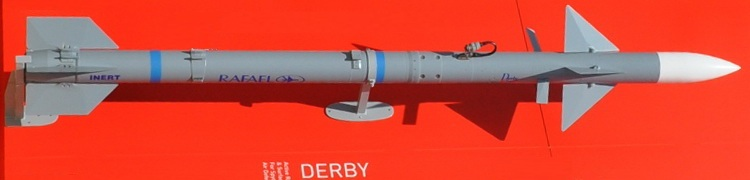
The Derby missile

يُعرف صاروخ ديربي أيضًا باسم ألتو ، وهو صاروخ موجه بالرادار النشط متوسط المدى (حوالي 50 كم (31 ميل)). على الرغم من أن الصاروخ ليس جزءًا من عائلة "Python" من الناحية الفنية ، إلا أنه نسخة مكبرة من بيتون-4 مع باحث رادار نشط.
الطول: 362 سم (143 بوصة)
المدى: 64 سم (25 بوصة)
القطر: 16 سم (6.3 بوصة)
الوزن: 118 كجم (260 رطلاً)
التوجيه: الرادار النشط
الرأس الحربي: 23 كجم (51 رطلاً)
المدى: 50 كم (31 ميل)
السرعة: ماخ 4